# Palleschi

Lo stemma della famiglia Medici

I palleschi, detti anche bigi, furono i sostenitori della fazione dei Medici a Firenze. Il nome derivava dallo stemma della famiglia Medici, contenente sei cerchi o palle. Il maggiore esponente della famiglia fu Valeriano Palleschi.

## Storia
Massimo d'Azeglio, nel suo Niccolò de' Lapi, ovvero i Palleschi e i Piagnoni dice con molta chiarezza: «la parte di quelli tra i cittadini che erano saliti in reputazione, ed arricchitesi all'ombra di Casa Medici… era detta Pallesca» (D'Azeglio, 1866). 
Il 26 aprile del 1478, dopo l'uccisione di Giuliano de' Medici e il ferimento di Lorenzo, al grido "Libertà, libertà!" di Jacopo de' Pazzi la popolazione fiorentina rispondeva "Palle, palle!", con chiaro riferimento allo stemma della famiglia Medici e, in senso lato, ai palleschi loro sostenitori. Racconta Aldo Arcangeli, nel suo Il Castello di Strozzavolpe che Jacopo Bracciolini, segretario di Girolamo Riario e coinvolto nella congiura, «fu appiccato dai Palleschi per la congiura dei Pazzi» (Arcangeli, 1960).
Altrettanto definita è la rivalità tra i Palleschi, sostenitori appunto dei Medici, e i Piagnoni, seguaci del Savonarola. Dice infatti il D'Azeglio nell'opera citata: «le parti de' Piagnoni e de' Palleschi inconciliabili per odi vecchi e per fresche ingiurie tenean divisa la città» (D'Azeglio, 1866). 
L'equivalenza Palleschi=sostenitori dei Medici è confermata dal foglio di Niccolò Machiavelli Il ricordo ai Palleschi del 1512, un appello rivolto ai Palleschi – tornati a Firenze da un esilio quasi ventennale – a favore del gonfaloniere a vita Piero Soderini «cacciato dal governo della Repubblica di Firenze» (Vivanti, 1997). Lo stesso Soderini, peraltro, quando era al potere etichettò come "Palleschi" i nemici della Repubblica ed anche altrove si diceva, della città di Firenze, «eranvi in essa i Palleschi che, per utilità propria, di restituire all'obbedienza di Papa Clemente VII la Città del continuo macchinavano».
In realtà, scomparso il Savonarola, gli interessi dei Palleschi cominciano a differenziarsi da quelli dei Medici, come testimonia Benedetto Varchi (Firenze 1503-1565) nella sua Storia Fiorentina, a proposito dello scontento dei Palleschi nei confronti del Papa Clemente VII Medici (Varchi, 1857). Nonostante questo, le sorti dei Palleschi rimangono sempre collegate a quelle della famiglia Medici, come ad esempio durante l'a[sedio di Carlo V, quando il Collegio dei Quaranta inasprì la propria funzione di polizia politica per colpire "i nemici di dentro le mura", cioè quei Palleschi fautori dei Medici che erano rimasti nella città (Bertelli, 1986).
Molti di essi preferirono allora andarsene alla volta di Venezia, Bologna o Roma per non essere vessati, arrestati e per non subire, in sostanza, quelle violenze che descrive il D'Azeglio nel Niccolò de' Lapi (D'Azeglio, 1866).